# Eduard Bass

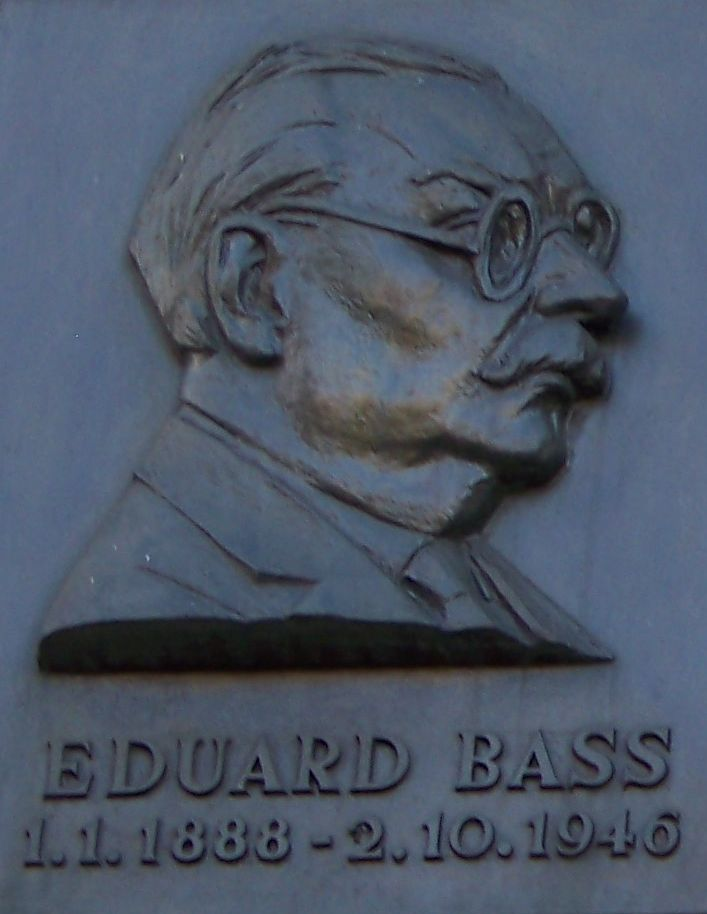
Emléktáblája a prágai Jirásek téren

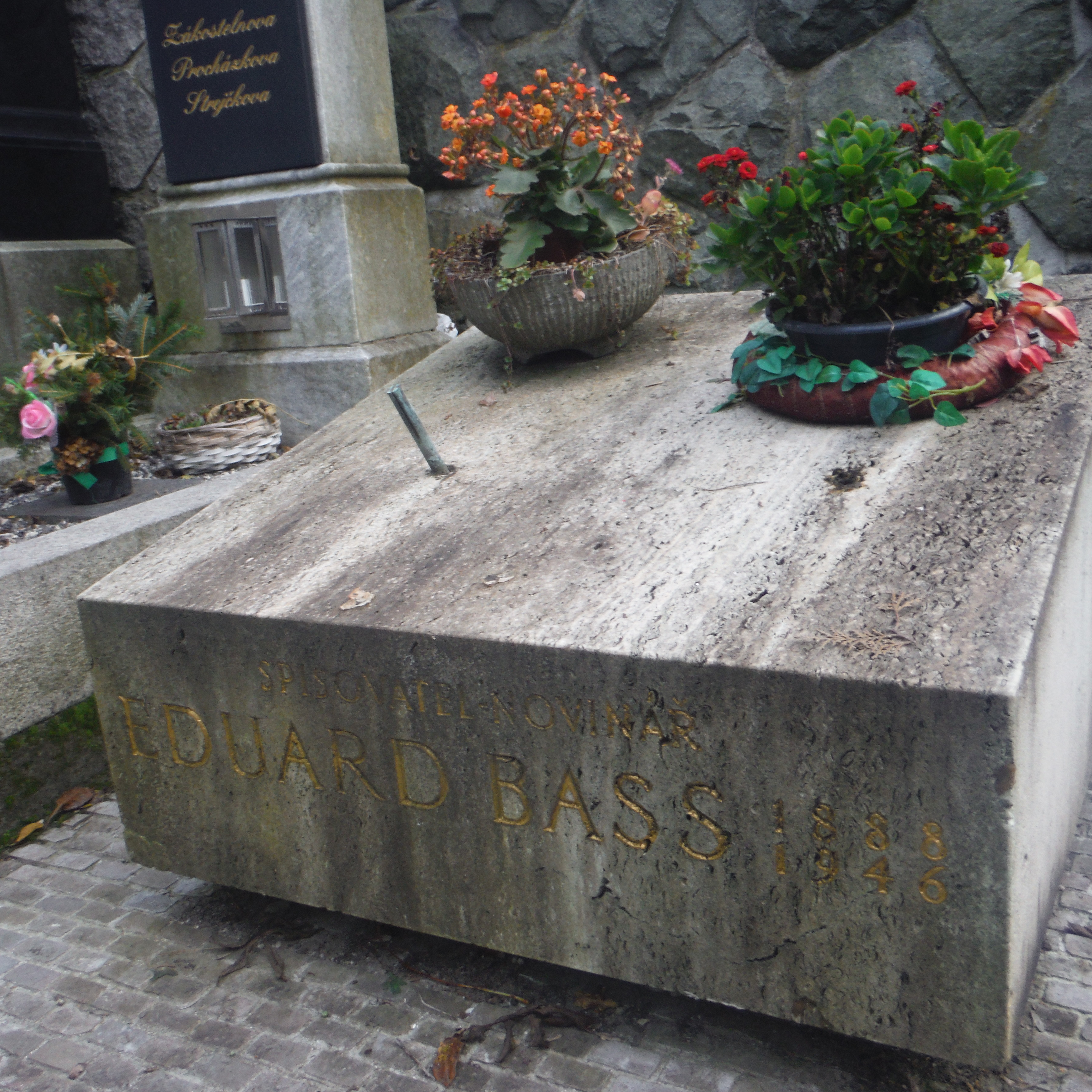
Sírja a Vyšehrad temetőben

Eduard Bass, eredeti neve: Eduard Schmidt (Prága, 1888. január 1. – Prága, 1946. október 2.) cseh író, újságíró, színész, dalszövegíró.

## Élete
Apjának egy ecsetüzlete volt. A prágai óvárosi gimnáziumot végezte el, ezután Svájcban és Németországban tanult tovább. 1910-től énekesként és versmondóként lépett fel az U Bílé labutě (A fehér hattyú) kabaréban. A Červená sedma (Piros hetes) irodalmi kabaré társszerzője volt. Több szatirikus lapban működött közre, valamint karikaturistákkal közösen röpcédulákat adott ki. Kabarészövegeket publikált a Syrinx és a Šibeničky című magazinokban, később a prágai Červená sedma és a Rokoko kabarékban rendezett. 1920 és 1942 közt a Lidové noviny szerkesztőjeként dolgozott, 1933 májusától 1938. december 31.-ig ő volt a főszerkesztő. Több munkáját is megfilmesítették.
Magyarul Klapzubova Jedenátcka című regénye jelent meg 1957-ben, A csodacsapat címmel, a címlapon a szerző neve Eduard Báz-ként szerepel. A munka 1965-ben és 1979-ben a Delfin könyvek sorozatban is megjelent.

## Életében megjelent munkái
- Pegas k drožce připřažený (1916)
- Jak se dělá kabaret? (1917)
- Náhrdelník: Detektivní komedie o jednom aktu (1917)
- Fanynka a jiné humoresky (1917)
- Letáky, 1917–19 (1920)
- Letohrádek Jeho Milosti a 20 jiných humoresek z vojny vojenské a občanské (1921)
- Případ čísla 128 a jiné historky (1921)
- Klapzubova jedenáctka (1922)
- Potulky pražského reportéra (1929)
- Šest děvčat Williamsonových a jiné historky (1930)
- To Arbes nenapsal, Vrchlický nebásnil (1930)
- Umělci, mecenáši a jiná čeládka (1930)
- Holandský deníček (1930)
- Divoký život Alexandra Staviského (1934)
- Čtení o roce osmačtyřicátém (1940)
- Potulky starou Prahou (1921O
- Cirkus Humberto (1941)
- Lidé z maringotek (1942)
- Pod kohoutkem svatovítským (1942)
- Kázáníčka (1946)

## Posztumusz megjelent kötetei
- Křižovatka u Prašné brány (1947)
- Povídky (1956)
- Rozhlásky (1957)
- Pražské a jiné historie (1968)
- Na lodi za pohádkou (1969)
- Kukátko (1970)
- Postavy a siluety (1971)
- Moje kronika (1985)
- Malá skleněná gilotinka (1999)
- Po stopách broumovských medvědů (1992)
- Koráb pohádek (2016)

## Magyarul
- A Humberto cirkusz. Regény; ford. Czagány Iván; Szépirodalmi, Bratislava, 1956
- A csodacsapat. Csupaláb Csaba csodatizenegye. Regény; ford. Nádass József; Móra, Bp., 1957 (Ifjúsági kiskönyvtár)
- A cirkuszok világa; ford. F. Kováts Piroska; Európa–Madách, Bp.–Bratislava, 1981

## Fordítás
- Ez a szócikk részben vagy egészben  az   Eduard Bass című cseh Wikipédia-szócikk ezen változatának fordításán alapul.  Az eredeti cikk szerkesztőit annak laptörténete sorolja fel. Ez a jelzés csupán a megfogalmazás eredetét és a szerzői jogokat jelzi, nem szolgál a cikkben szereplő információk forrásmegjelöléseként.